# Nanny Becker
Nanny Becker (geboren am 12. Februar 1914 in Frankfurt-Fechenheim; gestorben 2008) war eine deutsch-jüdische Sängerin, Soubrette und Gastwirtin.

## Leben und Wirken
Nanny Becker war die Tochter des jüdischen Blumenhändlers und Gärtnereibesitzers Max Becker und der nach der NS-Gesetzgebung als arisch geltenden Nanny Becker, geb. Mayerhofer. Sie machte den Realschulabschluss in Offenbach am Main und arbeitete zunächst für etwa ein Jahr in einem eigenen Blumengeschäft. Anschließend absolvierte sie ein privates Gesangs- und Schauspielstudium bei Siegfried Würzburger und Alfred Auerbach mit dem Ziel der Tätigkeit als Operettensängerin. Es folgten regionale Auftritte in Frankfurt-Fechenheim.
1933 kam ein Engagement als Soubrette an das Operettentheater Cottbus wegen der jüdischen Herkunft ihres Vaters nicht zustande. Ab Herbst 1933 wurde sie durch Max Neumann gefördert. Er vermittelte sie zu weiteren Gesangsstudien an Käte Ullrich und engagierte sie für Auftritte in seinen „Wort-Ton-Abenden“ im Frankfurter Raum. Parallel dazu absolvierte sie in dieser Zeit außerdem eine Ausbildung zur Gärtnerin im Betrieb ihres Vaters. Da sie als Halbjüdin keine Möglichkeit zur Mitwirkungen an Veranstaltungen des Frankfurter Jüdischen Kulturbundes sah, erwirkte ihre als arisch geltende Mutter durch einen Brief an Joseph Goebbels die Aufnahme in die Reichsmusikkammer, was ihre berufliche Situation wegen mangelnder Auftrittsmöglichkeiten allerdings nicht verbesserte. Außerdem kam es ab 1936 zu Boykotten des Blumengeschäfts der Familie als „jüdisches Geschäft“.
Becker beabsichtigte 1939 die Emigration in die USA. Zunächst reiste sie jedoch nach Zürich, arbeitete dort u. a. als Putzhilfe und erhielt kleine Engagements als Sängerin, bis sie 1941 nach Bern übersiedelte. Dort erhielt sie ein Engagement als zweite Soubrette und war bis 1946 tätig. Außerdem konzertierte sie mit Kurorchestern und hatte Radioauftritte u. a. bei Radio Beromünster. Becker heiratete im Jahr 1945, aus dieser Ehe stammte eine Tochter.
1946 kündigte sie ihr Engagement in Bern und ging für ein Gastspiel nach Innsbruck. 1947 besuchte sie Frankfurt und Fechenheim und war von 1948 bis 1953 als erste Soubrette Mitglied des Ensembles des Schweizer Operettentheaters Winterthur. In der Spielzeit 1952/1953 übernahm sie gemeinsam mit dem Dirigenten Gottlieb Lüthy die Leitung des Casino-Operettentheaters Zürich.
1954 unternahm Becker eine Gastspieltournee in Deutschland mit dem Süddeutschen Operettentheater Stuttgart. Anschließend kehrte sie nach der Trennung von ihrem Mann und wegen einer als Entschädigung gezahlten Soforthilfe für Rückwanderer in ihr Elternhaus nach Fechenheim zurück, wo sie nur noch kleinere Auftritte absolvierte. Nach einem weiteren Engagement im Rosengarten Mannheim beendete sie 1956 ihre Tätigkeit als Sängerin.
1959/1960 eröffnete Becker – auch mit Hilfe von Zahlungen aus einem Wiedergutmachungsverfahren – ein eigenes Tanzlokal „20 Uhr Club“ in Frankfurt am Main, wo sie über zehn Jahre als Geschäftsführerin tätig war.
In zweiter Ehe war Becker seit Anfang der 1970er Jahre mit einem US-amerikanischen Geheimdienstmitarbeiter verheiratet. Ihr Tanzlokal wurde geschlossen, da sie für längere Zeit in die USA ging. Nach der Trennung von ihrem Mann ließ sie sich seit Ende der 1990er Jahre dauerhaft wieder in der Frankfurter Umgebung nieder. Im Jahr 2005 erschien die Biographie „Bombenapplaus. Das Leben der Nanny Becker“ von Petra Bonavita, basierend auf Interviews und Ausschnitten aus ihrer Korrespondenz mit ihrer Mutter. Becker hatte die evangelische Religionszugehörigkeit.

### NS-Publikationen
- Hans Brückner, Christa Maria Rock (Hrsg.): Judentum und Musik – mit einem ABC jüdischer und nichtarischer Musikbeflissener, 3. Aufl., München: Brückner, 1938 (1. Aufl. 1935, 2. Aufl. 1936, antisemitische Publikation).
- Theo Stengel, Herbert Gerigk: Lexikon der Juden in der Musik. Mit einem Titelverzeichnis jüdischer Werke. Zusammengestellt im Auftrag der Reichsleitung der NSDAP aufgrund behördlicher, parteiamtlich geprüfter Unterlagen (= Veröffentlichungen des Instituts der NSDAP zur Erforschung der Judenfrage, Bd. 2), Berlin: Bernhard Hahnefeld, 1941 (1. Aufl. 1940, antisemitische Publikation)

| Personendaten    | Personendaten                                                           |
| ---------------- | ----------------------------------------------------------------------- |
| NAME             | Becker, Nanny                                                           |
| ALTERNATIVNAMEN  | Becker, Nancy; Santi, Nanette; Santi-Becker, Nanny; Becker-Butts, Nanny |
| KURZBESCHREIBUNG | deutsch-jüdische Sängerin, Soubrette und Gastwirtin                     |
| GEBURTSDATUM     | 12. Februar 1914                                                        |
| GEBURTSORT       | Fechenheim                                                              |
| STERBEDATUM      | 2008                                                                    |